# Єгипетська операція

Пустельна Війна 1940

Єгипетська операція (Operazione E), також відома як Італійське вторгнення до Єгипту (англ. Italian invasion of Egypt, італ. L'Italia invade l'Egitto) (9 вересня — 16 вересня 1940) — стратегічна наступальна операція збройних сил Італії проти британських військ з метою вторгнення і захоплення Єгипту в ході Північноафриканської кампанії Другої світової війни.
Італійські війська завдали удару із Лівії в Єгипет і просунулись вглиб країни на 90 км, проте через труднощі із забезпеченням військ зупинили наступ біля Сіді-Баррані. Британські війська, поступаючись в чисельності та не надаючи серйозного опору, відступили до міста Мерса-Матрух. Між воюючими сторонами утворилася «буферна» зона шириною 130 км.

## Передумови
10 червня 1940 року Королівство Італія, будучи союзником Нацистської Німеччини, оголошує війну Франції та Великій Британії.
У відповідь на це, єгипетський парламент розриває дипломатичні стосунки з Італією, проте оголосив, що буде дотримуватись нейтралітету, допоки його не атакуватимуть. Аналогічно було оголошено і Нацистській Німеччині. Проте згідно з англо-єгипетським договором 1936 року, британські війська мали право займати територію Єгипту в разі загрози Суецькому каналу.
До моменту вступу у війну Італія мала в Лівії дві армії: 5-у, що розташовувалася в Триполітанії на кордоні з Французькою Північною Африкою та 10-у, що розташовувалася в Киренаїці на кордоні з Єгиптом. Після капітуляції Франції частина сил 5-ї армії було перекинуто до 10-ї. До вересня 1940 року 10-а італійська армія включала в себе 10 дивізій, 5-а армія — 4. Проте італійські війська, приготовані до наступу, були недостатньо забезпечені озброєнням та транспортом. Італійські танкові частини були представлені в основному легкими танками Carro CV3/33, які ще до війни показали свою низьку боєздатність. Тим не менш, 7 вересня Муссоліні підписав наказ, у якому вимагав від Родольфо Граціані перейти в наступ протягом двох днів незалежно від того, висадяться німецькі війська у Великій Британії чи ні (у початковому варіанті плану планувалося розпочати наступ в один день з висадкою німецької армії).
17 червня всі британські війська розташовані в єгипетській Киренаїці були об'єднані в армію «Ніл» під командуванням Річарда О'Коннора — близько 36 тис. осіб. Ще до початку військових дій британські війська почали проводити провокації на кордоні, однак до вересня все обмежилося лише дрібними прикордонними сутичками.
Вже 9 вересня помітно посилилася активність італійських ВПС. В цей день бомбардувальники трьома групами по 9-12 літаків в супроводі винищувачів атакували аеродроми британської авіації в Сіді-Баррані, Маат-Багуше та Мерса-Матрух, а група з 27 винищувачів атакувала цілі в районі Бук-Бук. У відповідь британці завдали авіаційні удари по аеродромах, пунктам постачання і місцям скупчення італійських військ.

## Сили противників

### Італія
Загальне командування військами в Північній Африці здійснював маршал Родольфо Граціані
- 10-а армія (командувач генерал Маріо Берті). Армія розташовувалася в лівійській Киренаїці, з 5 її корпусів у вторгненні до Єгипту брало участь 3:
- 20-й корпус
  - 60-та піхотна дивізія «Сабрата»
- 21-й корпус (командувач генерал-лейтенант Лоренцо Далмаццо)
  - 63-тя піхотна дивізія «Чірене» (командувач генерал Карло Спатокко)
  - 1-ша дивізія чорносорочечників «23 березня»
  - 2-га дивізія чорносорочечників «28 жовтня»
- 22-й корпус
  - 61-ша піхотна дивізія «Сірта»
- 23-й корпус (командувач генерал-лейтенант Аннібале Бергондзолі)
  - 4-та дивізія чорносорочечників «3 січня»
  - 64-та піхотна дивізія «Катанзаро»
- Лівійський корпус
  - 1-ша Лівійська дивізія «Сібеллі» (генерал Луїджі Сібілле)
  - 2-га Лівійська дивізія «Пескаторі» (генерал Армандо Пескаторі)
  - Механізована група Малетті (генерал П'єтро Малетті)

Всього близько 150 000 осіб, 1500 гармат, 500 танків та 300 літаків.

### Британія
Середньосхідне командування (командувач фельдмаршал Арчибальд Вейвелл) здійснювало загальне командування британськими військами на Близькому Сході. В операції брали участь частини, підпорядковані командуванню і розташовані в Єгипті:
- Армія Західної Пустелі (англ. Western Desert Force) (командувач генерал-майор Річард О'Коннор)
  - 4-та Індійська дивізія, в Мерса-Матрух
  - 7-а танкова дивізія «Пустельні щури»
  - 16-та піхотна бригада, в Мерса-Матрух
  - 3-й батальйон Колдстрімської Гвардії

Загалом британські сили нараховували 36 тис. осіб, 65 танків, 205 літаків.

## Хід війни
З ночі 12-го вересня на 13-те вересня Італісйська авіація та артилерія почали обстріли та скиди бомб. Бомби Італьянських ВВС діяли як міни і були скинуті на участок дороги між Сиди-Баррани и Мерса-Матрух на ціх мінах-бомбах вранці 13-го вересня підірвалися солдати 11-го гусарського полку Британських військ. Артилерія била по аеродрому також по пустим казармам Эс-Саллума.Після артилерійського обстрілу Італійськи війська почали наступ. Спочатку частини 1-ї Лівійської дивізії  зайняли Ес-Саллум. 1-а дивізія чорносорочників «23 березня» відвоювала Форт Капуцо, зайнятий британськими військами раніше під час прикордонних сутичок. наступ йшов без великого опору зі сторони Британії тому як писали Британські військові це було схоже на парад, а не навійськові дії. 
Після полудня 14 вересня британські війська у прибережному районі відступили на заздалегідь підготовлені позиції на схід від Бук-Бука, де наступного дня були посилені.
Італійські частини досягли позицій британців до середини дня 15 вересня, де були обстріляні кінною артилерією. Через брак боєприпасів британці змушені були відступити, і до кінця дня італійці зайняли Бук-Бук.
Вранці 16 вересня британські гвардійці займали позиції у Алам-Хаміда, вдень через танковий обстріл змушені були відійти до Алам-ель-Дабу. Колона з італійських танків і вантажівок, що наступали, повернула на північ у бік плато. Під загрозою оточення англійці залишили Сіді-Баррані і зайняли позиції у Маатен-Мохаммед. Увечері передові частини 1-ї дивізії чорносорочників увійшли до Сіді-Барані. На цьому, пройшовши загалом близько 50 миль, наступ італійських військ зупинився.

## Підсумки
Попри значну перевагу в силах, італійці не змогли домогтися серйозних успіхів в ході операції вторгнення до Єгипту. Зупинка італійського наступу, була обумовлена багатьма причинами: недостачею транспорту, втратою управління рухомими силами, що діяли на південному фланзі італійського угруповання, труднощами з постачанням, котре відчували висунуті вперед війська. Вода в Сіді-Баррані виявилася непридатною для пиття, а дорога від кордону до місця дислокації передових частин, була абсолютно розбита в результаті руйнувань та активної експлуатації. В Сіді-Баррані італійцями був створений ланцюг укріплених таборів, які, однак, виявилися занадто віддаленими один від одного, для вчасного надання підтримки сусідній.
Британці зупинилися на заздалегідь підготовлених позиціях у міста Мерса-Матрух. В результаті між воюючими сторонами утворилася «буферна зона» шириною 130 км.
Починаючи з 17 вересня невеликі групи італійських танків, вантажівок та мотоциклістів здійснювали лише окремі вилазки і переміщення між опорними пунктами, за якими уважно спостерігали екіпажі 11-го гусарського полку. Британські ВМФ і ВПС активно атакували лінії комунікацій противника. Повільність і нерішучість італійського командування, котре не проводило активних дій протягом наступних 3 місяців, дала британцям час, аби зібрати сили для контрнаступу.